# Stazione di Buča
La stazione di Buča è lo scalo ferroviario di Buča nell'oblast' di Kiev in Ucraina.

## Storia

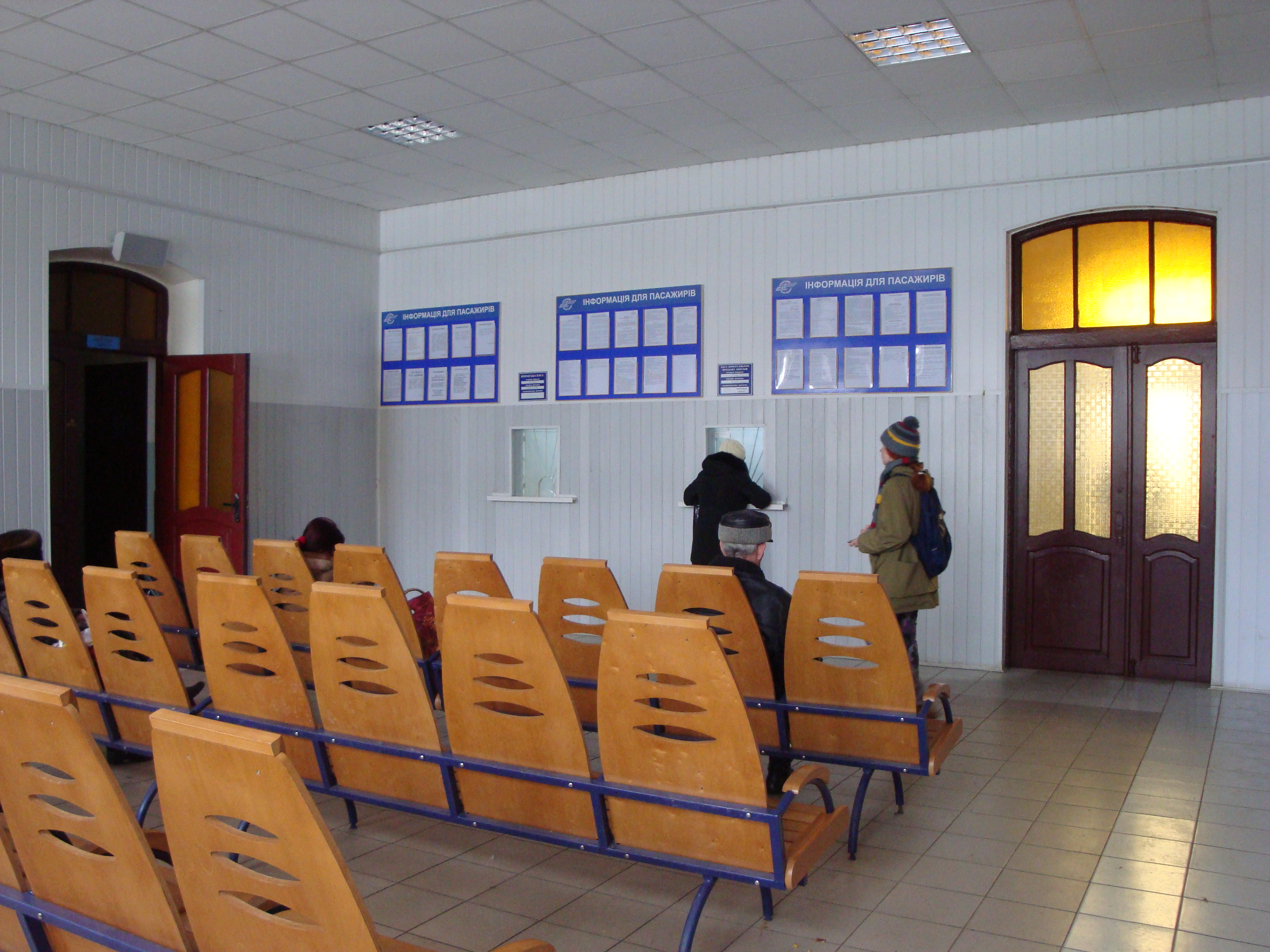
Biglietteria e sala attesa

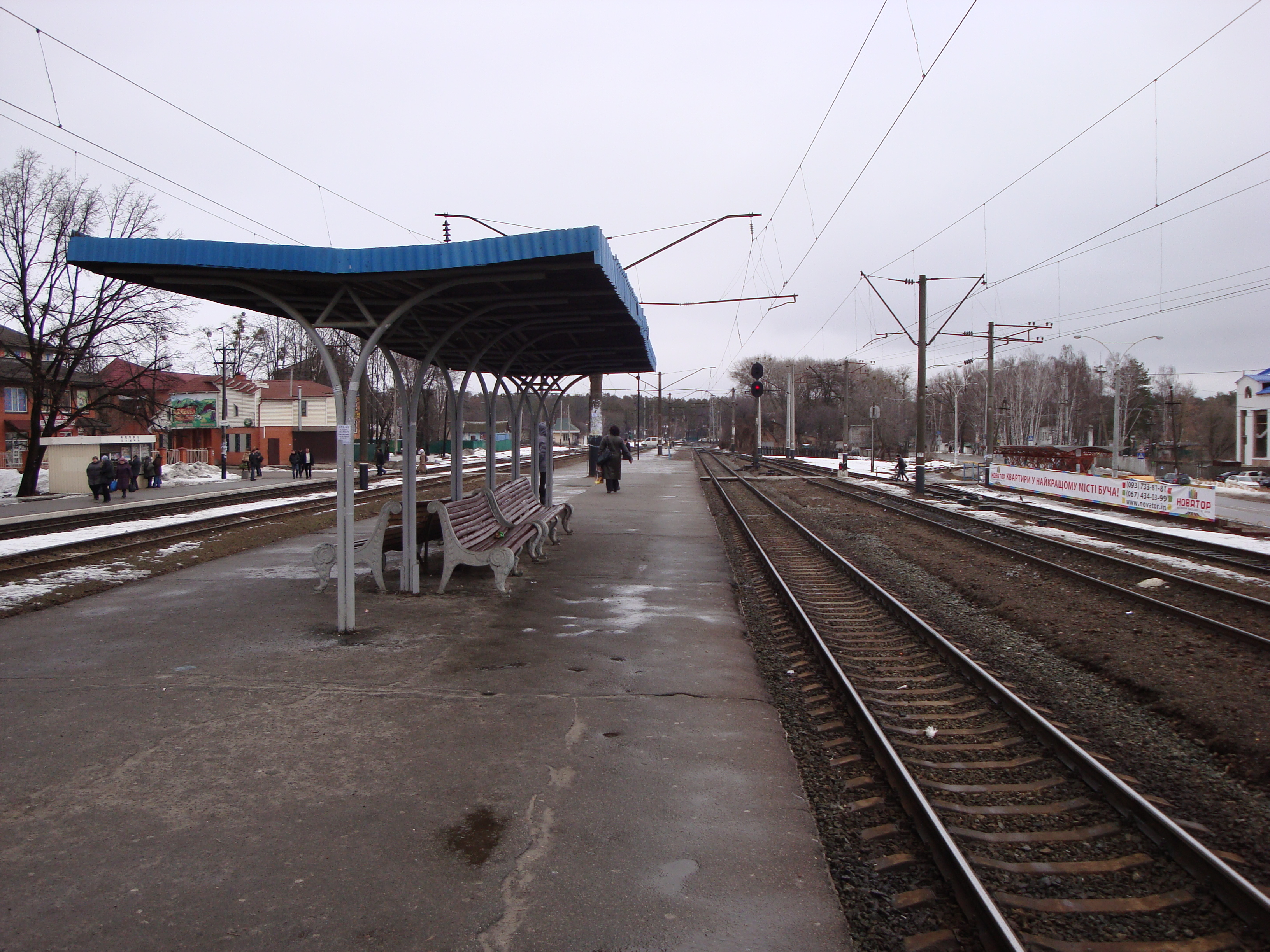
Pensilina e binari

La stazione venne edificata all'inizio del XX secolo subito dopo l'avvio dei lavori sulla nascente linea ferroviaria Kiev - Kovel' e la cittadina in quel periodo si ampliò notevolmente. Da quel momento la struttura dell'edificio è rimasta caratteristica, con l'aspetto di un piccolo palazzo.
In quegli anni vennero costruite molte altre stazioni sulla linea ferroviaria, come ad esempio a Irpin', nel 1913.

## Strutture e servizi
Nella palazzina si trovano i servizi come biglietteria e sala attesa. Nella stazione si eseguono le normali operazioni di ricevimento e svincolo delle spedizioni di merci oltre che il loro stoccaggio in magazzini coperti o in aree all'aperto.